# بوبنهايم
بوبنهايم هي بلدية في ألمانيا، تقع في Mainz-Bingen ‏، بلغ عدد سكانها 870  نسمة وذلك حسب إحصائيات سنة 2014، تبلغ مساحتها 4.38 كيلومتر مربع، رمزها البريدي هو 55270.